# Grupa Armii Południe

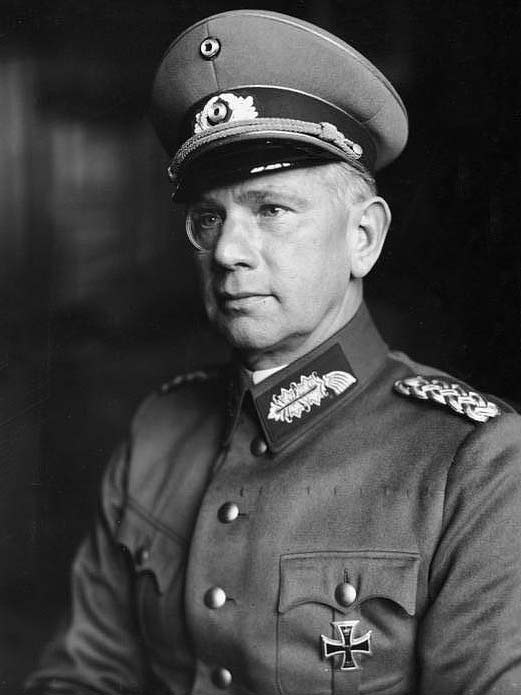
Feldmarszałek Walter von Reichenau

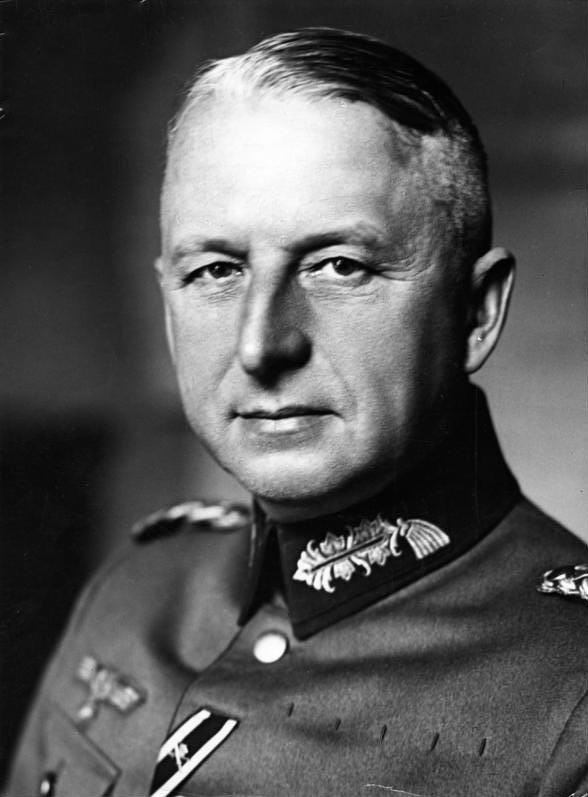
Feldmarszałek Erich von Manstein

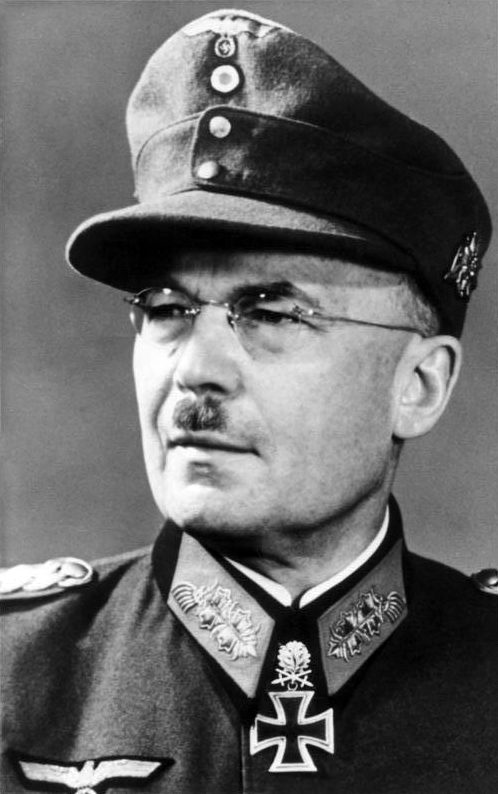
Generał Pułkownik Lothar Rendulic

Grupa Armii Południe (niem. Heeresgruppe Süd) – niemiecka grupa armii, uczestniczyła w agresji na Polskę oraz ataku na Związek Radziecki.

## Formowanie i zmiany organizacyjne
Utworzona przed agresją na Polskę z 12 Dowództwa Armijnego. Po zakończeniu działań bojowych przemianowana 8 października 1939 w „Naczelne Dowództwo Wschód”. Po przemieszczeniu na zachód nazwana w październiku 1939 Grupą Armii A.
Ponownie utworzona 22 czerwca 1941 roku z Grupy Armii A. Dowodzący Grupą Armii Południe von Rundstedt, miał pod swoimi rozkazami 57 dywizji i 13 brygad oraz 4 Flotę Powietrzną liczącą ponad 1300 samolotów niemieckich i rumuńskich. Oprócz jednostek niemieckich w składzie Grupy Armii Południe było 13 dywizji i 9 brygad rumuńskich oraz 4 brygady węgierskie. Na początku kampanii podzielona na Grupę Armii A i B, w lipcu 1942 przemianowana w Grupę Armii B.
Ponownie utworzona w lutym 1943 roku z Grupy Armii Don i rozbitej Grupy Armii B. W marcu 1944 przemianowana na Grupę Armii Północna Ukraina.
Ponownie utworzona we wrześniu 1944 w Siedmiogrodzie z jednostek zniszczonej Grupy Armii Południowa Ukraina. Pod koniec kwietnia 1945 przemianowana jeszcze w Grupę Armii Ostmark.

## Dowództwo grupy armii
Dowódcy:
- Gerd von Rundstedt (w czasie agresji na Polskę[3])
- Gerd von Rundstedt (czerwiec 1941)
- Walter von Reichenau (1.12.1941 - 15.01.1942)
- Fedor von Bock (styczeń 1942)
- Erich von Manstein (12.02.1943 - 31.03.1944)
- Johannes Frießner (23.09.1944 - 22.12.1944)
- Otto Wöhler (28.12.1944 - 6.04.1945)
- Lothar Rendulic (od 6.04.1945)

Szefowie sztabu:
- gen. por. Erich von Manstein (w czasie agresji na Polskę[3])
- gen. Georg von Sodenstern
- gen. mjr Friedrich Schulz
- gen. por. Theodor Busse
- gen. mjr Helmuth Grolmann
- gen. por. Heinz von Gyldenfeldt (2 marca 1945 - 20 kwietnia 1945)[4]

## Struktura organizacyjna
Skład we wrześniu 1939:
- 8 Armia
- 10 Armia
- 14 Armia

Skład w czerwcu 1941:
- 6 Armia
- 1 Armia Pancerna
- 17 Armia
- 11 Armia

Skład w lipcu 1943:
- 6 Armia
- 1 Armia Pancerna
- 4 Armia Pancerna
- Armia Kempf

Skład w lutym 1944:
- 4 Armia Pancerna
- 8 Armia
- 1 Armia Pancerna
- 6 Armia